# Sam Byram
Samuel Mark Byram (ur. 16 września 1993 w Thurrock) – angielski piłkarz występujący na pozycji obrońcy.